# زمین‌لرزه ۱۹۳۱ نیکاراگوئه
زمین‌لرزه نیکاراگوآ  در تاریخ ۳۱ مارس ۱۹۳۱ میلادی، برابر با ‎۱۰ فروردین ۱۳۱۰، ساعت ۱۶:۰۲:۰۰ به زمان یوتی‌سی در نیکاراگوئه رخ داد. بزرگی آن ۵٫۶ در مقیاس ریشتر اعلام شده‌است. زمین‌لرزه به وقت محلی در روز سه‌شنبه، ساعت ۱۰ روی داده و منطقه زمانی آن یوتی‌سی -۶ بوده‌است .
سازمان زمین‌شناسی آمریکا نیز جای این زمین‌لرزه را در مختصات ۱۳°۱۲′شمالی ۸۵°۴۲′غربی / ۱۳٫۲°شمالی ۸۵٫۷°غربی و بزرگی آنرا برابر با ۵٫۶ در مقیاس ریشتر اعلام کرده‌است. 
آتش در این زمین‌لرزه درگرفته‌است.